# A szélparipa
A szélparipa Marschall József regénye, melynek főszereplője Iharos Sándor (1930–1996) magyar atléta, hosszú- és középtávfutó, korában számos világcsúcs tartója, akit 1955-ben a magyarok közül máig egyedüliként, „a világ legjobb sportolója” cím birtokosának választottak.

## Műfaja
A regény nem dokumentumregény, legtöbb alakja csak a fantázia szüleménye, mint a kövér szövőgyári kolléga, Huszkai, a kávékirály Weis bácsi, a kollégista Zina és Iharos egyéb barátnői és barátai – a két futóbajnok Tábori László „Laci” és Rózsavölgyi István „Pista”, illetve az edző Iglói Mihály „Náci bácsi” kivételével. A regény formája fiktív interjú, avagy memoár: benne Iharos első személyben mesél élményeiről, életéről, a futással való megismerkedésétől kezdve egészen az 1956-os melbourne-i olimpián való részvétel mindmáig tisztázatlan körülmények közt történt lemondásáig.

## A cím értelmezése
A regény címe, „A szélparipa”, a tibeti buddhista vallásra és a szabadságra utal: „A Szélparipa, vagy eredeti nevén Longda, valójában egy darab papírlap, amelyre a tibeti szerzetesek imáikat írják. Úgy tartják, hogy ha a Szélparipa szabadon szállhat, akkor az emberek boldogságért kiáltó könyörgése eljut az istenekhez.”